# El jardín de Daubigny

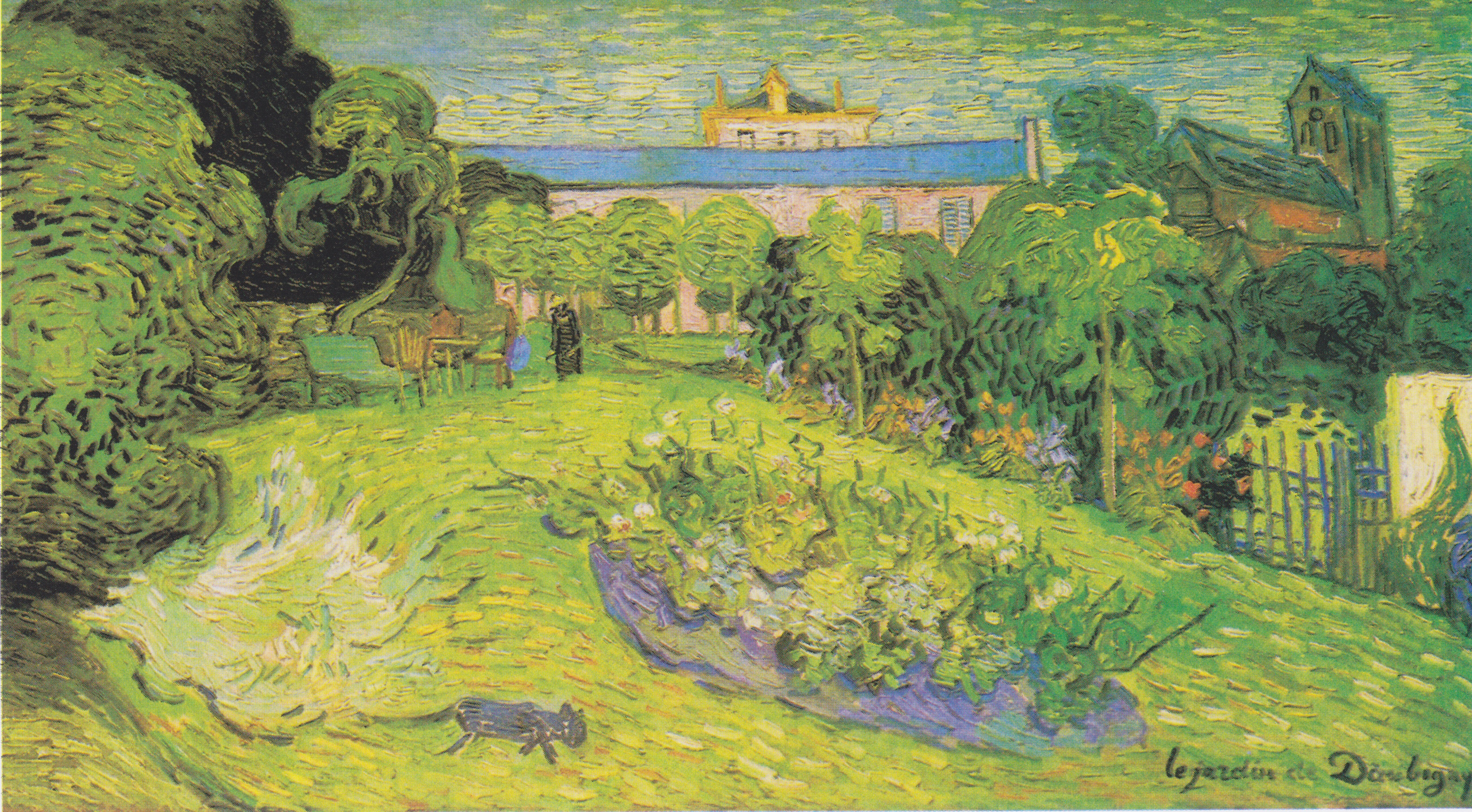
Primera versión, Museo de Basilea.

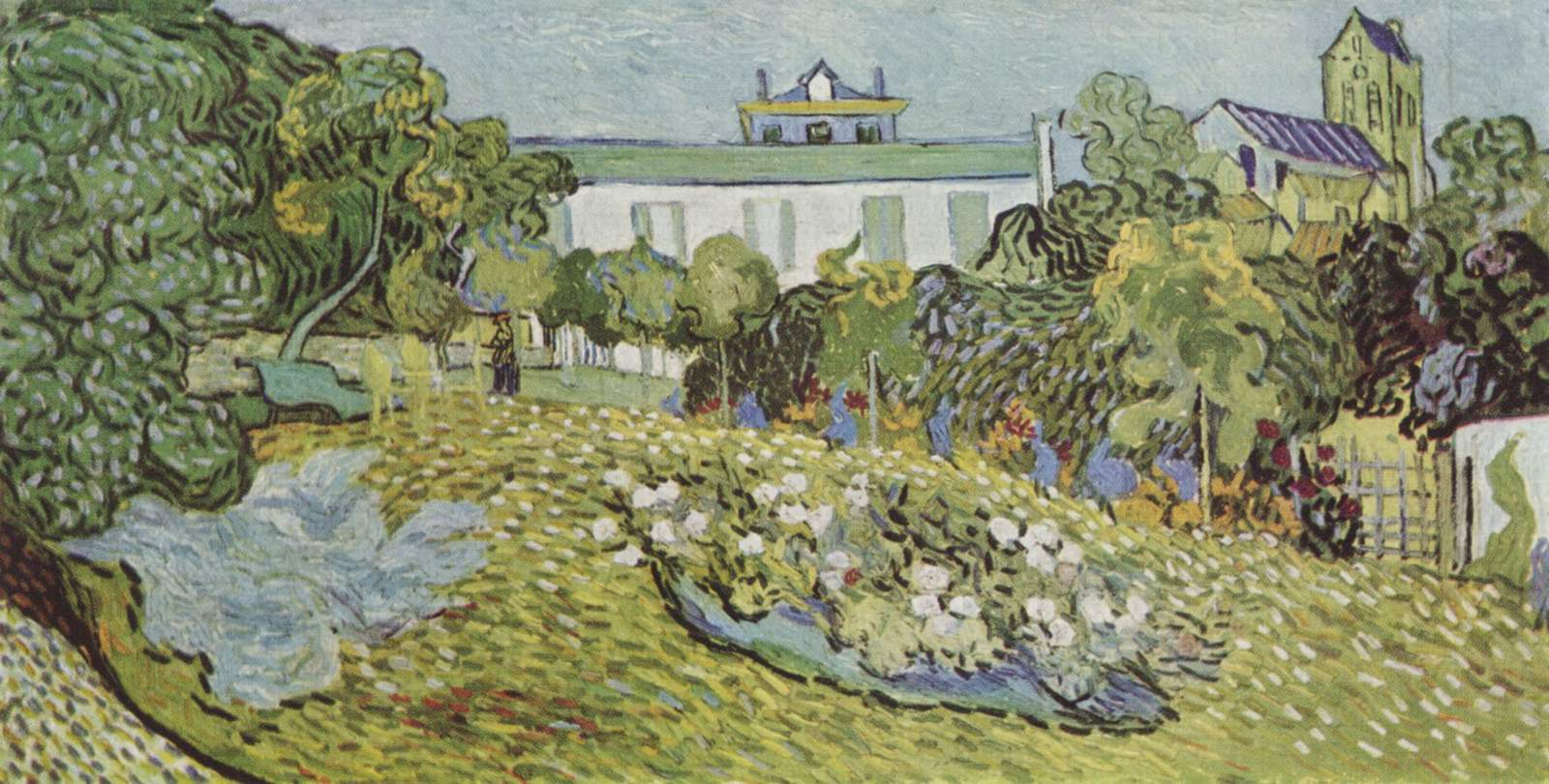
Segunda versión, Museo de Hiroshima.

El jardín de Daubigny, pintado tres veces por Vincent van Gogh, describe el jardín cerrado de Charles-François Daubigny, un pintor que Van Gogh admiró durante toda su vida.
Van Gogh empezó con un estudio pequeño de una sección del jardín. Luego trabajó en dos pinturas de doble cuadrado del jardín cerrado completo. Las pinturas fueron hechas en Auvers entre mayo y julio de 1890, durante sus últimos meses de vida. Las tres pinturas se titulan El jardín de Daubigny y se distinguen por los museos donde se guardan: Museo de Arte de Basilea, Museo de Hiroshima de Arte y Museo Van Gogh en Ámsterdam.

## Charles-François Daubigny
Van Gogh admiraba mucho a Charles-François Daubigny, un pintor paisajista francés asociado con la Escuela de Barbizon, que pintaba escenas de ríos y costas en plein air. Daubigny nació en París en 1817 y se mudó a Auvers-sur-Oise en 1860. En 1878 Van Gogh escribió a su hermano Theo que estaba muy triste al escuchar la noticia de que Daubigny había muerto porque su trabajo le conmovió muy profundamente, "Una obra que es buena puede no durar para siempre, pero el pensamiento expresado por ella sí, y la obra misma seguramente sobrevivirá por mucho tiempo, y los que vengan después no pueden hacer más que seguir  los pasos de tales predecesores y copiar su ejemplo."
Cuando Van Gogh llegó a Auvers en 1890 la viuda de Daubigny todavía vivía en su casa. Pintó el jardín de Daubigny tres veces: dos veces con el jardín cerrado entero en doble tela cuadrada y un estudio anterior de una porción del jardín.

## Auvers-sur-Oise
La entonces bucólica región rural de campos, jardines y casitas de Auvers-sur-Oise atrajo a los artistas a ella y sus alrededores. A partir de 1850 una línea de ferrocarril facilitó los viajes a Auvers desde París. Los artistas que entonces llegaron para pintar incluyeron a los impresionistas Armand Guillaumin, Camille Pissarro y Paul Cézanne.
En mayo de 1890 Van Gogh dejó Saint-Rémy por Auvers donde procuraría una vida más tranquila que la de París, pero estaba todavía lo suficientemente cerca de su hermano Theo para visitas. En Auvers estuvo bajo el cuidado de Paul Gachet, un médico homeópata, que aconsejó a Van Gogh no preocuparse sobre su enfermedad y centrarse en su pintura. Gachet, un pintor aficionado, se convirtió en un amigo. A Theo le describió a Gachet como "algo así como otro hermano."
En la primera carta de Van Gogh a su hermano Theo desde Auvers, escribió "es profundamente hermoso, es el país real, característico y pintoresco."

## Pinturas

### El jardín entero, Museo de Arte de Basilea
Van Gogh escribió en una carta fechada el 23 de julio de 1890 a su hermano Theo, "Quizás le eches un vistazo a este boceto del jardín de Daubigny– es uno de mis lienzos más pensados." El jardín aparece como un espacio acogedor al aire libre con un banco, mesa y sillas. En esta pintura una mujer, un gato y el macizo central de flores dan vida al encuadre. El jardín paisajístico contiene un rosal como punto central y está rodeado de árboles. Al fondo  hay una casona y una iglesia con un campanario románico. El gato fue añadido con el trabajo ya terminado. El bien cuidado y ordenado jardín elevó la reputación póstuma de Charles-François Daubigny como hombre culto y exitoso en Auvers.
La pintura fue hecha en "doble tela" cuadrada. El estudio inicial, préstamo extendido al Museo de Arte de Basilea de la Fundación de la familia Rudolf Staechelin, tiene un gato negro en primer plano a la izquierda.

### El jardín entero, Museo de Hiroshima de Arte
La pintura en que Van Gogh describió el cielo como "verde pálido" es muy similar a la primera pero carece del gato negro abajo delante. Esta versión ligeramente posterior, también en doble tela cuadrada, está en préstamo extendido al Museo de Hiroshima de Arte.

### Porción del jardín, Museo Van Gogh
.

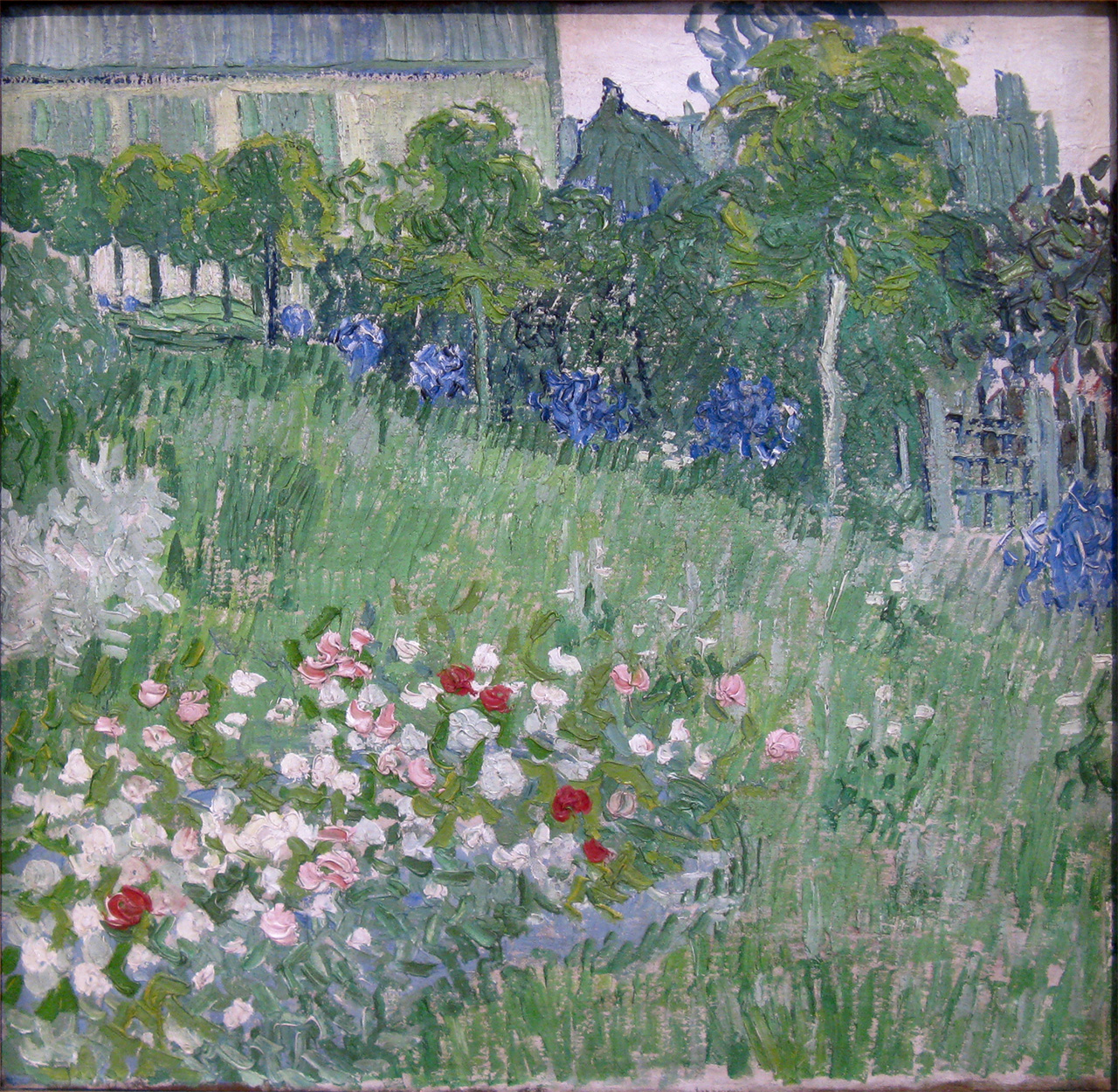
El jardín de Daubigny, 1890; Museo Van Gogh, Ámsterdam

El estudio del Museo Van Gogh fue hecho el primero, mostrando solo una porción del jardín cerrado. Hizo un boceto de él para Theo, con una descripción: "En primer plano verde y hierba rosa… En el centro un rosal, a la derecha una pequeña puerta… [y] una fila de tilos amarillos. La casa en sí es el fondo, rosa con techo de tejas azuladas."

## Controversia
Antes de la Primera Guerra Mundial surgieron dudas sobre si uno de los lienzos doble cuadrado era una falsificación. Después de la guerra, las pinturas legítimas de Van Gogh se mezclaron con falsificaciones en el inventario del comerciante de arte alemán Otto Wacker. Wacker fue juzgado después de vender con éxito una falsificación de un autorretrato de Van Gogh. Tras el testimonio de los mejores expertos en Van Gogh, Wacker fue sentenciado por su delito, pero el misterio en torno a la falsificación permaneció.
En 1929 Ludwig Justi, el director de la Galería Nacional de Berlín, estaba particularmente interesado en la versión del jardín de Daubigny (F776) propiedad del marchante de arte de París Paul Rosenberg. El pintor y coleccionista francés Émile Schuffenecker, conocido por haber hecho copias del trabajo de Van Gogh, la había tenido en propiedad. Sabiendo que había rumores respecto a la autenticidad de la pintura, Justi preguntó discretamente sobre su procedencia, y recibió "una respuesta detallada y tranquilizadora". En 1929, unas 70 personas establecieron el Verein der Freunde der Nationalgalerie (Sociedad de Amigos de la Galería Nacional) para comprar arte para prestarlo a la Galería Nacional a largo plazo. El jardín de Daubigny fue una de sus primeras compras, por 240.000 marcos reales.